# باد لوار
باد لوار یا ( تش باد )، «آتش باد»
یکی از بادهای معروف در منطقهٔ استان هرمزگان در جنوب ایران است.
باد لوار (تش باد) بادیست که از سمت جنوب غربی می‌وزد و از بیابانهای عربستان نشأت می‌گیرد. زمان وزش باد لوار از تیر ماه تا شهریور ماه است، و از بادهای موسمی استان هرمزگان است. بادی است سوزانده.